# Art Résilience

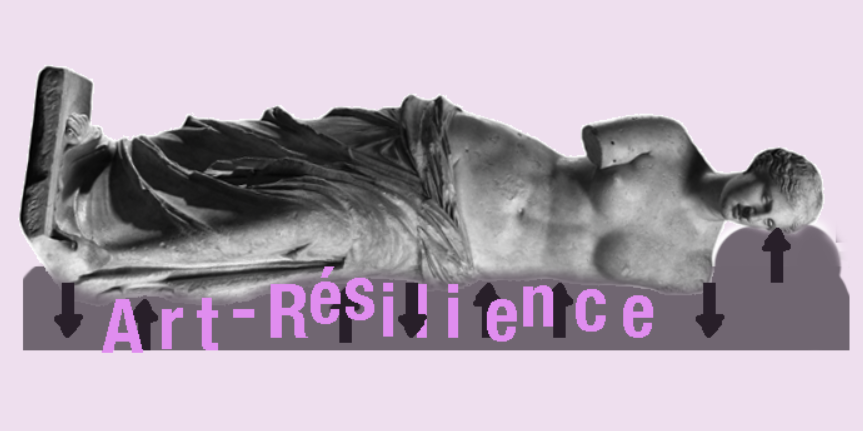
Logo d'Art Résilience

Art Résilience est un mouvement artistique créé en 2014. Le siège du mouvement est situé au Bateau-Lavoir à Montmartre, Paris. France

## Historique
Le mouvement Art Résilience a été créé en 2014 par Ksenia Milicevic et huit autres artistes fondateurs, notamment John Botica (Nouvelle-Zélande), Gregorio Cuartas (Colombie), Christelle Larson (France), Gérard Lartigue (Mexique), Victor Molev (Canada), Miguel Betancourt (Équateur), Şenol Sak (Turquie) et Christopher Stone (Angleterre) à Paris, France. Le mouvement s'est créé en opposition à l'art contemporain considérant que celui-ci se trouve dans une brèche sans issue rompant avec tout fondement et tout cadre et s'enlise dans la logorrhée en s'appuyant uniquement sur l'intention conceptuelle de l'artiste, s'il ne se précipite sur toutes les  nouveautés, même les pires, pour être médiatisé. Ainsi, l'art a perdu toute sa particularité. La résilience en art postule le rétablissement du fondement de l'art et son fondement se situe dans l'esthétique,. Le mouvement Art Résilience n'est pas d’ordre formel, il cherche à redéfinir la notion d’art.

## Manifeste de l'Art Résilience
- La définition de l'art est possible[7],[8].

- Le beau est objectif et il est le fondement tout naturel de l'art[9].
- L'expression formelle doit être libre, mais basée sur l'esthétique qui assure la qualité.
- L'artiste doit être conscient et responsable de ses actes.
- L'art est formateur de l'individu et de la collectivité [10].

La 1° Rencontre mondiale des membres du mouvement Art Résilience (82 membres) a eu lieu en visioconférence le 27 mars 2021. 11 artistes ont présenté la situation de l'art et des artistes dans leurs pays respectifs.

## Expositions
- Le premier Salon International Art Résilience a été organisé en 2015 par Ksenia Milicevic[11] au Musée de Peinture de Saint-Frajou, Saint-Frajou, France[12]. 1° Prix : Anna Grazi, Corse, France. 2° Prix : Uros Paternu, Ljubljana, Slovénie, 3° Prix : Irena Grant, Tasmanie, Australie , Prix du Jury : Yaffah Kanfitine, Lomé, Togo.

- 2016, 2° Salon International Art Résilience[13]. 1° Prix : Rosemary Meza-Desplas, Dallas, États-Unis. 2° Prix : Tanya Ziniewicz, Baltimore, États-Unis, 3° Prix : Melvyn Chuang, Taipei, Taiwan, Prix du Jury : Mary Joyce, Edmonton, .Canada[14].

- Participation de Ksenia Milicevic au Congrès Euro-Méditerranéen - Marseille : La Résilience dans le Monde du Vivant, sous la présidence de Boris Cyrulnik, 19-21 mai 2016, Archives Départementales des Bouches du Rhône[15]. Intervention sur la résilience en art[16],[17].

- 2017, 3° Salon International Art Résilience [18]. Pays participants : Brésil, Indonésie, Canada, États-Unis, Pakistan, Suisse, Angleterre, Australie, Afrique du Sud, Tunisie, Turquie, France. 1° Prix : Mayanne Mackay, Toulouse, France, 2° Prix : Mary Joyce, Edmonton, Canada, Prix du Musée : Ipung Purnomo, Papouasie, Indonésie[19]. Prix du jury: Olivier Talon, L’Isle-sur-la-Sorgue, France[20].

- 2018, 4° Salon International Art Résilience . Pays participants : Argentine, Australie, Canada, États-Unis, Indonésie, Israël, Puerto Rico, Turquie, France. 1° Prix :  Mary Joyce, Canada. 2° Prix : Ana Erra, Argentine. Prix du jury : Corinne Medina Saludo, France. Prix du Musée :  Allen Rush, États-Unis[21].

En 2018, la résilience en Art a été présenté au 4e Congrès Mondial sur la Résilience organisé par Resilio – Association internationale pour la promotion et la diffusion de la recherche sur la résilience en partenariat avec l’Université Aix-Marseille à Marseille (France), du 27 au 30 juin 2018,.
- En 2019 Michelle Marder Kamhi critique d'art, rejoint le mouvement Art Résilience.
- 2019, 5° Salon International Art Résilience . Pays participants : Canada, Indonésie, Iran, Égypte, France, Italie, République Tchèque, Suisse, Turquie, États-Unis. 1° Prix : Mahmoud El-Kouriny , Egypt. 2° Prix : Hector Lopez, Suisse. Prix du jury : Mary Nash, États-Unis. Prix du Musée : Samaneh Riazati, Iran. Prix de photographie : Nicholas Luchenbill, États-Unis[24].

- 2020, 6° Salon International Art Résilience. En raison de l’épidémie du COVID-19 le 6° Salon Art Résilience a été organisé en ligne[25]. Pays participants : France, Russie, Argentine, Roumanie, Espagne, Australie, Chili, États-Unis, Italie, Bosnie et Herzégovine, Canada, Suisse, Égypte, Algérie, Indonésie, Malte, Irlande, Ukraine, Croatie, République Tchèque, Chine, Afrique du Sud, Tunisie, Russie, Angleterre, Iran, Arménie, Autriche, Turquie, Pays-Bas, Corée du Sud. 1° Prix : Natalya Zhadenova, Russie. 2° Prix : Alain Schrotter, France. Prix de peinture : Cheryl Eggleston, USA. Prix du graphisme : Nicolas Blanquet (Han), France. Prix de sculpture : Suzanne Johnson, USA. Prix de photographie : Andrea Ratto, Espagne. Prix du public : Béatrice Rodaro Vico, France[26].
- 2021, 7° Salon International Art Résilience. En raison de l’épidémie du COVID-19 le 7° Salon Art Résilience a été organisé en ligne. Pays participants : Argentine, Australie, Bangladesh, Canada, Croatie, Égypte, Équateur, États-Unis, France, Italie, Indonésie, Martinique, Roumanie, Suisse. 1° Prix : Margaret Wasiuta, Canada. 2° Prix : William Massias, France. Prix de peinture : Viktoria Romanova, USA. Prix de sculpture : Darko Stanic, Bosnie. Prix de photographie : Christopher Fluder, USA. Prix du public : Marie André Humbert, France.
- 2022, 8° Salon International Art Résilience. Pays participants : Canada, Croatie , Danemark, États-Unis, France, Italie, Irlande, Indonésie, Iran, Martinique, Pologne, Roumanie, Serbie, UK, Ukraine. 1° Prix : Andrea Aleksic, Serbie. 2° Prix : Elisabeth Paré (Parel), Canada. Prix de peinture : Percy McClain, Etats-Unis. Prix de sculpture : Sarah Strachan, UK. Prix de graphisme : Chenxi Gao, Etats-Unis. Prix de photographie : Michel Coste, France. Prix du public : Christine Desplanque, France[27].
- 2023, 9° Salon International Art Résilience. Pays participants :  Canada, Etats-Unis, Autriche, France, Grèce, Indonésie, Danemark, Chili, Chine, Roumanie, Congo, Italie, Pologne, Royaume-Uni. 1° Prix : Cooper Gao, Chine (peinture). 2° Prix : Christopher Fluder, Etats-Unis (photographie). Prix de peinture : Floriane Gorzkowska, France, Prix de dessin : Vasiliki Velentza, Grèce, Prix de sculpture : C. A. Hartway, Prix de la photographie : Nemanja Popadic, Autriche, Prix du public : Andreea Rus, Roumanie. (40 artistes participants)[28]
- 2024, 10° Salon International Art Résilience. Pays participants : Canada, Etats-Unis, Autriche, France, Danemark, Roumanie, Congo, Italie, Irlande, Iran, Inde, Espagne, Royaume-Uni. 1° Prix : Natalie Christensen, Etats-Unis (photographie), 2° Prix :  Andreea Rus, Roumanie (peinture), Prix de peinture : Josue  Valentia Mbanga Iloko, Congo, Prix de sculpture : Kristy Verenga, Irlande. Prix de la photographie : Jeff  Corwin, Etats-Unis, Prix du public : Corinne Medina-Saludo[29].

## Membres et associés d'Art Résilience
- Corinne Medina-Saludo
- Christopher Stone
- Gerard Lartigue
- John Botica
- Ksenia Milicevic
- Michelle Marder Kamhi
- Mary Joyce
- Miguel Betancourt
- Sandra Bromley
- Şenol Sak
- Victor Molev

Actuellement le Mouvement Art Résilience compte avec 103 membres de 35 pays.